# Nouveau Dictionnaire de la langue française (Noël und Chapsal)
Der  Nouveau Dictionnaire de la langue française ist ein Wörterbuch der französischen Sprache aus dem Jahr 1826. Die Verfasser waren François Noël und Charles-Pierre Chapsal. Ihr Vorbild war der Dictionary of the English Language von Samuel Johnson. Das Werk war wegen seines Preis-Leistungs-Verhältnisses beliebt und erlebte 21 Auflagen (zuletzt 1872).

## Auflagengeschichte
- 1. Auflage. Nouveau dictionnaire de la langue française, rédigé sur le plan dictionnaire anglais de Johnson, enrichi d’exemples tirés des meilleurs écrivains des deux derniers siècles. Carez, Toul 1826. 795 Seiten.
- 3. Auflage. Roret, Paris 1832. 904 Seiten.
- 7. Auflage. Roret, Paris 1839. 971 Seiten.
- 17. Auflage. Maire-Nyon, Paris 1860. 1048 Seiten.
- 18. Auflage. 1863.
- 21. Auflage. Martinet, Paris 1872. 1048 Seiten.